# It's Only Time
It's Only Time è il secondo album del cantante deathster Drake Bell, pubblicato il 5 dicembre 2006 dall'etichetta discografica Universal Motown.
La copertina dell'album mostra Drake in un sommergibile sott'acqua. Questo tema continua nella canzone Up Periscope.
La copertina dell'album è stata fotografata da Nabil Erderkin.
Negli Stati Uniti l'album ha venduto oltre 7 500 copie nel primo fine settimana dopo l'uscita e si è classificato alla posizione numero 81 della Billboard 200. Nell'agosto 2008 It's Only Time ha venduto oltre 350 000 copie.

## Tracce
La registrazione dell'album è iniziata nella primavera del 2006. Tutti i testi sono stati scritti da Drake Bell, con l'aiuto di C.J. Abraham nei brani 1-4, 6, 7 e 9-11. La musica, invece, è stata curata da Michael Corcoran.
Tra i minuti 2:40 e 3:50 della canzone Fool the World, la voce solista è di Michael Corcoran. Questo brano compare anche nell'episodio di Zoey 101 Il prezzo del successo, quando Michael sta parlando con Chase e Logan.
Un omaggio accreditato al secondo lato di Abbey Road dei Beatles.
1. "Up periscope" – 3:15
2. "I Know" – 3:45
3. "Do What You Want" – 3:25
4. "It's Only Time" – 3:59
5. "Found a Way" (Acustica) – 3:02
6. "Makes Me Happy" – 2:07
7. "Fool the World" – 4:44
8. "Fallen for You" – 3:16
9. "Rusted Silhouette" – 3:08
10. "Break Me Down" – 2:06
11. "End It Good" – 1:45

## Singoli
L'album ha due singoli: I Know, uscito il 17 ottobre 2006, e Makes Me Happy, uscito invece il 16 ottobre 2007.
Il brano I Know racconta l'amore di Drake per una ragazza, che però è innamorata di un altro... che sarebbe lui stesso solo con una diversa acconciatura. Alla fine, quando il cantante dice "credo di essermi innamorato di te" e finisce la canzone, si vede questa ragazza, che ha sentito Drake cantare, vicino alla porta. Su questo brano è stato girato anche un video, trasmesso su MTV due giorni dopo l'uscita dell'album.

## Curiosità
Nel film TV Drake & Josh: a Really Big Shrimp, il personaggio di Bell registra la canzone Makes Me Happy perché venga utilizzata in una pubblicità di scarpe. Drake la canta anche alla fine dell'episodio, per il matrimonio del capo di lavoro di suo fratello Josh. La versione del brano nel film è diversa da quella apparsa nell'album It's Only Time.